# Джан-Мухаммед (эфенди)
Джан-Мухаммед (известный также, как Джанмухамед, Шейх Мухаммед-эфенди) — крымскотатарский поэт и летописец XVII века.

## Биография
Представитель богатой аристократической семьи. Зять полководца и политического деятеля Крымского Ханства Тугай-бея.
Автор жемчужины крымскотатарской поэзии XVII в. дастана (поэмы) «Про поход Исляма Герая III совместно с Богданом Хмельницким на Польшу 1648—1649 гг.» .

## Про походИсляма Герая III
В поэме автор рассказывает про союз Крымского Ханства и Войска Запорожского в начале восстания Хмельницкого 1648—1654 годов и, в частности, про объединённый поход под командованием хана Исляма Герая III и запорожского гетмана Богдана Хмельницкого («Мелеска» — в тексте) против польских войск Речи Посполитой. Особое внимание в поэме уделено Тугай-бею, перекопскому мурзе, с которым у запорожских казаков были тесные отношения.
Рукописный оригинал историко-литературного памятника — поэмы Джан-Мухаммед о походе на помощь Б. Хмельницкому был обнаружен летом 1925 года во время археолого-этнографической экспедиции крымскотатарским ориенталистом Османом Акчокраклы вместе с Усеином Боданинским у старожила села Капсихор (ныне Морское (Крым)) и введен в научный оборот.
Об этом Акчокраклы сделал доклад на заседании ТОИАЭ и на II Всеукраинском съезде востоковедов в Харькове (1929 г.). Краткое изложение поэмы опубликовано в украинском журнале «Східний світ».